# Pesten i London (1563)
Pesten i London var en epidemi av böldpest som ägde rum i London mellan juni 1563 och januari 1564. Den beräknas ha dödat omkring 20 000 personer. Den räknas som en del av den andra pestpandemin, som började med digerdöden och sedan med regelbundna mellanrum utbröt fram till 1700-talet. Den räknas som den värsta epidemin i London under 1500-talet. 